# Conspiració d'Aponte
La conspiració d'Aponte fou un moviment abolicionista dirigit per José Antonio Aponte i Ulabarra, ocorregut a Cuba entre 1811 i 1812.

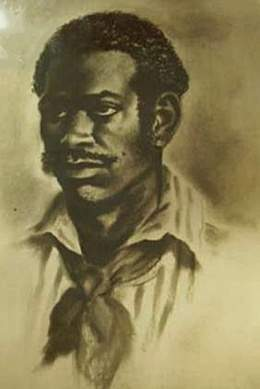
José Antonio Aponte

## Precedents
Com que a causa de l'augment de l'esclavitud dins la societat cubana de principis del s. XIX, es buscava obtenir el lloc deixat per Haití com a major productor de sucre del món, a l'illa s'organitzà una sèrie d'intents conspiratius per abolir l'esclavitud, i en destacà el de 1795, quan es va descobrir a Bayamo la primera conspiració abolicionista encapçalada pel llibert Nicolás Morales, que en ser denunciat va fugir i s'ocultà a Yareyal, prop d'Holguín.

## Conspiració
L'any 1808, a conseqüència de la invasió napoleònica a l'estat espanyol i l'arribada a Cuba de crítiques sobre el tema de l'esclavitud, s'arribà a una resolució cada vegada més arriscada per part dels criolls a favor de l'abolicionisme. És al 1811 que a l'Havana s'estructurà una nova conspiració abolicionista encapçalada pel llibert José Antonio Aponte i les seues xarxes s'expandiren fins a Sancti Spíritus, Trinidad, Camagüey, Bayamo, Holguín i Santiago de Cuba. La persona que uní la conspiració occidental a la part oriental del país fou Hilario Herrera, un valent mulat dominicà de profunda consciència antiesclavista i un excel·lent organitzador clandestí. L'11 de març de 1812, quan ja havia explotat la conspiració a Camagüey, Bayamo denuncià l'existència d'un grup conspirador a Holguín. Com a resultat de la ràtzia, es van detenir més de 50 persones i en el judici sumari es va condemnar a la forca al seu líder local, l'esclau d'origen congolés Juan Nepomuceno, i a cadena perpètua els seus companys Federico, Antonio, Miguel i Manuel.